# آستوریاس
آستوریاس (به اسپانیایی: Asturias) یکی از ۱۷ بخش خودمختار اسپانیا است. این بخش خود یکی از پنجاه استان اسپانیا است. پایتخت آن اُبیه‌دو است. این استان ۷۸ دهستان دارد.

## تاریخ
آستوریاس ابتدا توسط انسان راست‌قامت (هومو ارکتوس) و سپس توسط نئاندرتال‌ها ساکن شد. از دوران پارینه‌سنگی زیرین و در دوران پارینه‌سنگی زبرین، آستوریاس با نقاشی‌های غار در قسمت شرقی منطقه مشخص می‌شد. در دوره میان سنگی، فرهنگ بومی، فرهنگ آستوریاس توسعه یافت و بعدها، با معرفی عصر برنز، خرسنگ‌ها و گورپشته‌ها ساخته شدند. در عصر آهن، قلمرو تحت تأثیر فرهنگی سلت‌ها قرار گرفت. مردمان محلی سلت‌ها، معروف به آستورها، از قبایلی مانند لوگون‌ها، پسیکوها و دیگران تشکیل شده بودند که کل منطقه را با کاستروها (شهرهای تپه‌ای مستحکم) پر می‌کردند. امروزه نفوذ فرهنگ سلتی آستور در نام‌های مکان‌ها، مانند نام رودخانه‌ها و کوه‌ها همچنان ادامه دارد.
با فتح آستوریاس توسط رومیان تحت فرمان آگوستوس (۲۹–۱۹ پیش از میلاد)، این منطقه وارد تاریخ ثبت شده شد. رومیان بر آستورها تسلط یافتند، اما هرگز به‌طور کامل قادر به فتح آن نشدند. پس از چندین قرن بدون حضور خارجی، آنها در طول تهاجمات ژرمن‌ها در اواخر قرن چهارم پس از میلاد از احیای کوتاهی برخوردار شدند، در طول قرن پنجم پس از میلاد در برابر حملات سوئبی‌ها و ویزیگوت‌ها مقاومت کردند و اما با حمله مورها به اسپانیا به پایان رسید. با این حال، همان‌طور که برای رومیان و ویزیگوت‌ها بود، مورها نیز قلمرو کوهستانی را به راحتی فتح نمی‌کردند، و سرزمین‌های امتداد ساحل شمالی اسپانیا هرگز بخشی از اسپانیای اسلامی نشدند. با آغاز حملات مورها در قرن هشتم، این منطقه به پناهگاهی برای اشراف مسیحی تبدیل شد و در سال ۷۲۲، یک پادشاهی مستقل بالفعل به نام پادشاهی آستوریاس (به اسپانیایی: Regnum Asturorum) تأسیس شد که قرار بود مهد اولیه بازپس‌گیری اندلس (به اسپانیایی: Reconquista (Reconquest)) شود.
در قرن دهم، پادشاهی آستوریاس جای خود را به پادشاهی لئون داد و در قرون وسطی انزوای جغرافیایی این قلمرو، ارجاعات تاریخی را کمیاب کرد. از طریق شورش شاهزاده هنری (بعدها انریکه دوم، پادشاه کاستیا) در قرن چهاردهم، شاهزاده آستوریاس تأسیس شد. مشهورترین طرفداران استقلال گونزالو پلاز و ملکه اوراکا بودند که در عین پیروزی‌های قابل توجهی، در نهایت توسط نیروهای کاستیایی شکست خوردند. آستوریاس پس از ادغام با پادشاهی اسپانیا، اشراف بلندپایه‌ای را در اختیار دربار اسپانیا قرار داد و نقش مهمی در استعمار آمریکا ایفا کرد. از سال ۱۳۸۸، وارث تاج و تخت کاستیا (بعدها اسپانیا) به عنوان شاهزاده (یا شاهزاده خانم) آستوریاس نامیده می‌شود. در قرن شانزدهم، جمعیت برای اولین بار به یکصدهزار نفر رسید و در یک قرن دیگر این تعداد به دلیل ورود ذرت آمریکایی دو برابر شد.

## زبان‌ها
تنها زبان رسمی در استان زبان اسپانیایی است. در این استان علاوه بر اسپانیایی زبان بومی منطقه بنام زبان آستوریایی نیز رواج دارد که در حدود چهارصد هزار تن گویشور دارد. در مناطق شرقی این استان زبان اوناویایی نیز بکار گرفته می‌شود.

## جاذبه‌های گردشگری

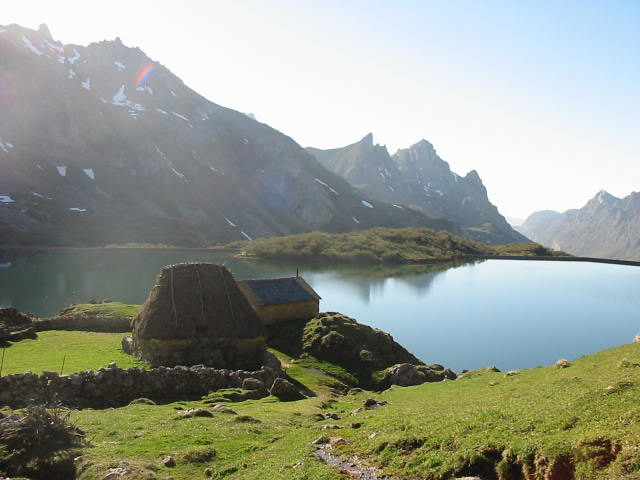
دریاچه سمیدو (Somiedo)
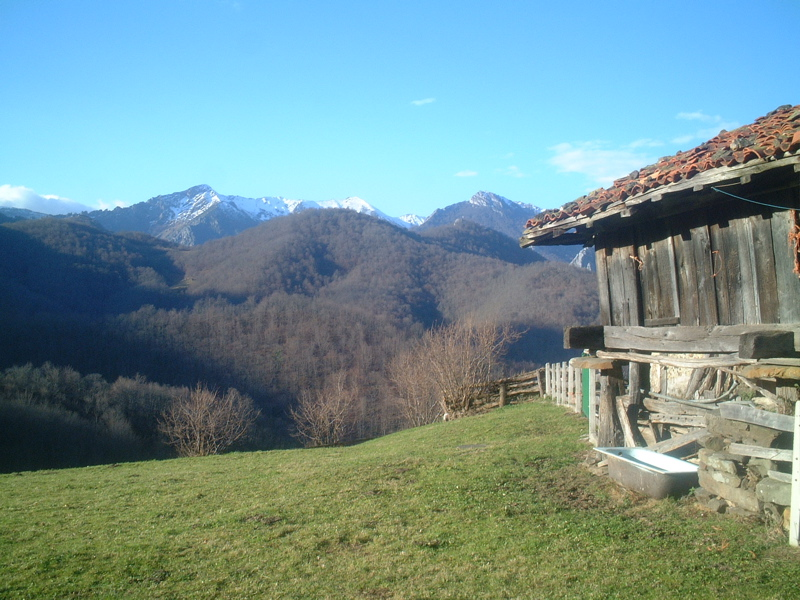
خانه سنتی در استان
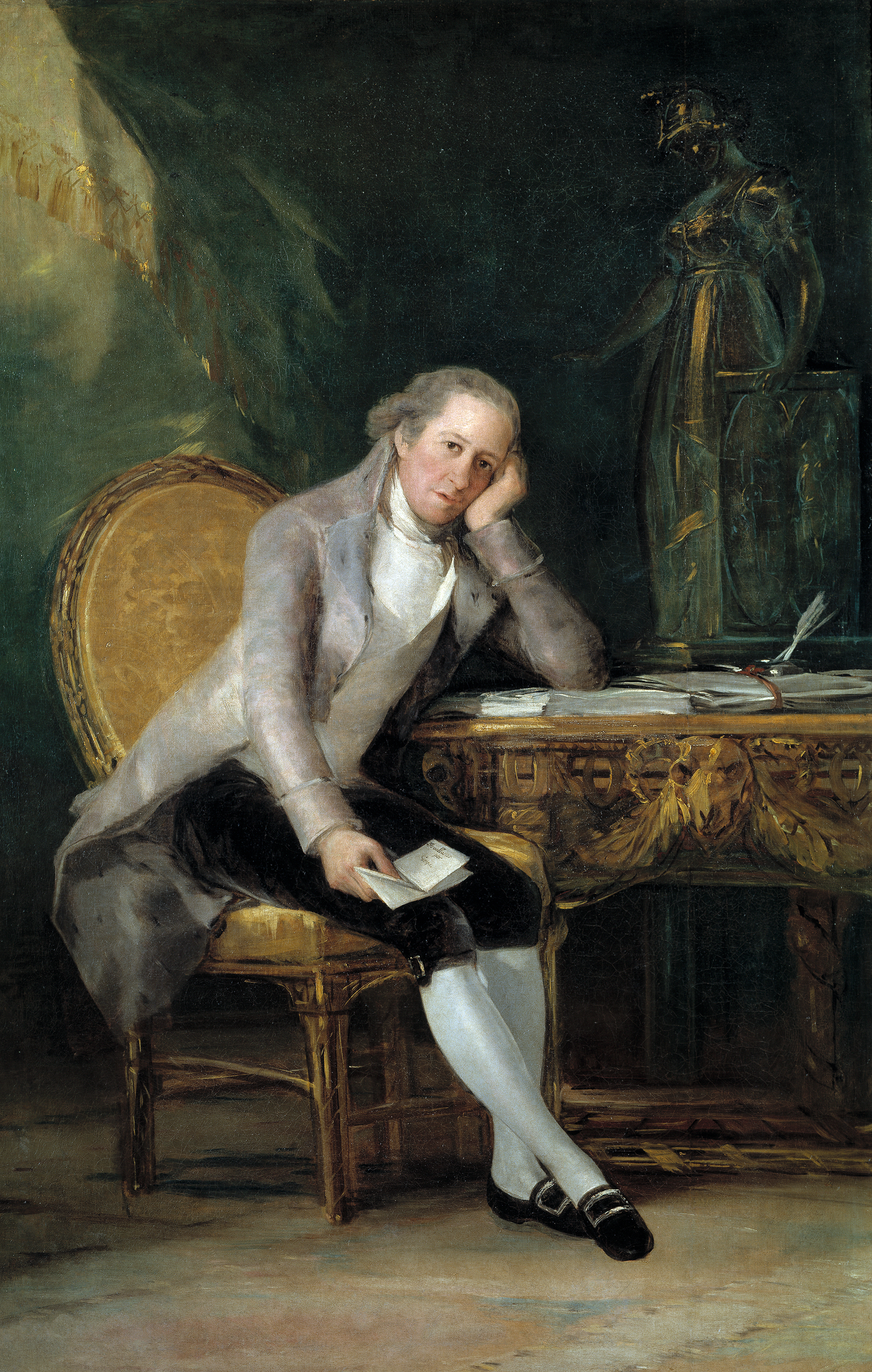
ژولانوس (Jovellanos)، نویسنده و فیلسوف اسپانیاییآسیای نزدیک در ۸۰۰ میلادی، به همراه نقشه آستوریاس

ساحل برای شنا